# Slow Motion (Album)
Slow Motion ist das 11. und vorerst letzte Studioalbum der britischen Pop-/Rockband Supertramp. In Europa erschien es knapp drei Jahre nach dem Live-Album „It Was the Best of Times“ am 25. März 2002 und in Nordamerika war es ab 23. April 2002 nur per Versandhandel von der Webseite der Gruppe erhältlich. Es war, besonders in der Schweiz und in Frankreich, erfolgreich.

## Beschreibung
Für die Aufnahmen zum Album „Slow Motion“ trat die Gruppe so auf: Von ihrem klassischen Lineup waren nach wie vor Rick Davies (Mundharmonika, Keyboards, Gesang), John Helliwell (Holzblasinstrumente, Saxophone) und Bob Siebenberg (Schlagzeug) noch dabei. Hinzu gesellten sich wieder Mark Hart (Keyboards, Gitarren und Hintergrundgesang; seit 1993 Bandmitglied von Crowded House), der im Gegensatz zu den Vorgängeralben keine Lieder per Hauptstimme sang, Cliff Hugo (Bassgitarre), Lee Thornburg (Trombone, Trompete, Hintergrundgesang) und Carl Verheyen (Gitarren). Wie bereits auf dem 1999er-Live-Album wurde die Band auch durch Jesse Siebenberg (Perkussion, Hintergrundgesang) ergänzt.
Die Lieder, die alle Rick Davies sang, wurden von Davies geschrieben, außer „Goldrush“, das in der Frühzeit der Band während der Entstehung ihres Debüt-Albums, „Supertramp“ (1970) genannt, entstand und von Davies (Komposition und Text) und Richard Palmer-James (Text) stammt. Letzterer war (wie z. B. Davies) eines der vier Supertramp-Gründungsmitglieder und trat für die Gruppe zuletzt bei der Entstehung ihres ersten Albums als Texter und zudem als Musiker auf.
Wie beim Vorgänger-Studioalbum „Some Things Never Change“ (1997) lieferten Supertramp mit „Slow Motion“ erneut einen leicht jazzig und zudem noch mehr bluesigen Musikstil mit teils jazzig-funkigen Akzenten ab, wobei Davies’ stakkatohaftes E-Piano-Spiel – wie im Titellied „Slow Motion“ und in „Broken Hearted“ – als Markenzeichen der Band erhalten blieb. Manche Songs, wie das mit der ausdrucksstarken Stimme von Davies durchsetzte „Tenth Avenue Breakdown“, mit knapp 9 Minuten längstes Stück des Albums, und das etwas kürzere „Dead Man's Blues“, enthalten ausgedehnte Instrumentalpassagen mit Bläser- und E-Piano-Klängen und, wie „Bee in Your Bonnet“, interessante Rhythmus- und Tempowechsel. Bluesige Werke sind „Over You“ und „A Sting in the Tail“. Hit-Charakter erlangte kein Lied.
Mit ein paar Songs des aufnahmetechnisch guten Albums „Slow Motion“ und vielen Supertramp-Klassikern im Gepäck ging die Band im Jahr 2002 auf „One More For The Road Tour“, aus der aber kein Live-Album hervorging. Ein Nachfolge-Studioalbum ist noch nicht in Sicht.

## Liedliste
Das Album „Slow Motion“ enthält 9 Lieder. Die angegebenen Längen beziehen sich auf die originale CD-Version („EMI 7243 5 38624 2 8“) des Albums, das 50:10 Minuten lang ist.
1. Slow Motion – 3:50 – (Davies)
2. Little By Little – 4:30 – (Davies)
3. Broken Hearted – 4:29 – (Davies)
4. Over You – 5:06 – (Davies)
5. Tenth Avenue Breakdown – 8:58 – (Davies)
6. A Sting in the Tail – 5:17 – (Davies)
7. Bee in Your Bonnet – 6:28 – (Davies)
8. Goldrush – 3:06 – (Davies/Palmer-James)
9. Dead Man's Blues – 8:26 – (Davies)

## Besetzung
Die Band:
- Rick Davies – Mundharmonika, Keyboards, Gesang
- John Helliwell – Holzblasinstrumente, Saxophone
- Bob Siebenberg – Schlagzeug

Zusätzliches Personal:
- Mark Hart – Gitarren, Keyboards, Hintergrundgesang
- Cliff Hugo – Bassgitarre
- Jesse Siebenberg – Perkussion, Hintergrundgesang
- Lee Thornburg – Trombone, Trompete, Hintergrundgesang
- Carl Verheyen – Gitarren

## Aufnahme
Das Album „Slow Motion“ wurde von 2001 bis 2002 in den USA in diesen Tonstudios aufgenommen und gemischt: Die Backing Tracks wurden bei Sonora Records (Los Angeles, Kalifornien) und die Overdubs in den Backyard Studios (Hampton Bays, New York) bearbeitet. Abgemischt wurde die Platte in den Manhattan Center Studios (Manhattan, New York City, New York) und das Mastering wurde bei Sterling Sound (auch in Manhattan) durchgeführt.

## Produktion
- Produzent: Rick Davies
- Co-Produzenten: Jay Messina, Mark Hart
- Toningenieur: Jay Messina
- Mastering-Ingenieur: Greg Calbi
- Pro-Tools-Ingenieure: Jason Mariani, Seth McClain

## Sonstiges
- Cover-Illustration: Michelle Chang
- Photographien: Jean Ber, Richard Frankel
- Management: Sue Davies
- Slow Motion bei AllMusic (englisch)

## Charts und Chartplatzierungen
| ChartsChartplatzierungen | Höchstplatzierung | Wochen |
| ------------------------ | ----------------- | ------ |
| Deutschland (GfK)        | 17 (9 Wo.)        | 9      |
| Österreich (Ö3)          | 18 (6 Wo.)        | 6      |
| Schweiz (IFPI)           | 6 (11 Wo.)        | 11     |